# ドワーフ

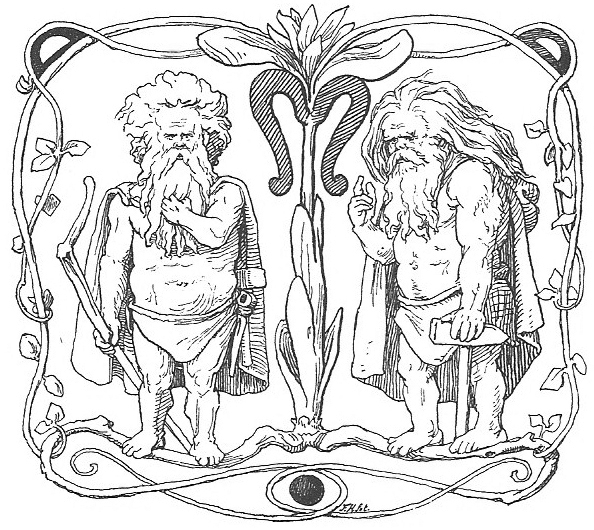
1895年に出版された19世紀版の古エッダの詩「巫女の予言」に描かれている2人のドワーフ（ローランス・フレーリク画）

ドワーフ（英語: dwarf、ドイツ語: Zwerg、古ノルド語: dvergr）は、人間よりも少し背丈の小さい伝説上の種族。民話、神話、童話、ファンタジー作品などに登場することが多い。高度な鍛冶や工芸技能をもつとされており、外観は雌雄共に背丈が低いものの力強く屈強で、特に男性はその多くで長い髭をたくわえているとされる。
ドワーフ小人、矮人（わいじん）、侏儒/朱儒（しゅじゅ）、あるいは単に小人と訳されることもある。

## 語源
ゲルマン語派において、「とても背の低い人間」「小さきもの」を表す。現代英語の語形「dwarf」はドイツ語からの借用である。この語の同根語として、歴史的に古フリジア語「dwerch」、古ザクセン語「dwerg」、古高ドイツ語「twerg」、ドイツ語「Zwerg」、古ノルド語「dvergr」などがあり、これらをもとにゲルマン祖語の語形「-dweraz」が再構されている。さらにインド・ヨーロッパ祖語の語形「-dhwergwhos」も再構されているものの、ゲルマン語派以外の言語では類する単語は見つかっておらず、この語彙のない言語（ロマンス諸語など）では意味的に相当する語（フランス語: nain、イタリア語: nano など）が当てられる。

## 北欧におけるドワーフ
北欧神話には闇の妖精ドヴェルグがいる。太古の巨人ユミル（Ymir）の死体から生じた。生まれた当時はウジ虫だったが、神々の決定により人に似た姿と知性を与えられる。その後も地中を好み、岩穴で暮らす。彼らは信仰の対象ではなく、しばしば神々と対立する立場で登場するが、対価に応じて神々の象徴となる魔力のある武器や宝の制作をする優れた匠としても描かれる。ドヴェルグは太陽の光を浴びると石になる、もしくは体が弾け飛んで死ぬといわれる。
現在残されている資料では地に住まう闇のエルフ、デックアールヴ（døkkálfar）と共通する部分も見られ、古エッダの「巫女の予言（Völuspá）」には名前の接尾に「-álfar」をもつドヴェルグも登場する。

## ドイツにおけるドワーフ
『グリム童話』に収載されたドイツ民話白雪姫に登場する「7人の小人」はドイツ語では「sieben Zwerge」といい、つまりドワーフである。『グリム・ドイツ語辞典」では、ツヴェルク（Zwerge）はもともとゲルマン神話、英雄譚、メルヒェンに登場する小さく超自然的な生き物の名称だった、としている。
民間伝承の中の妖精ドワーフは更に奇怪な姿をしており、その姿は醜く、老人のような皮膚を持ち、立った姿勢のままで腕が地面に付くほど長いとも言われる。3歳で成人し、7歳で老人になるといわれる。また、女性が存在しない為、新しいドワーフは石から作られるともいわれる。

## トールキンのドワーフ
J・R・R・トールキンは、これらの北欧やドイツの伝承をベースとして、自身の想像した架空世界である中つ国に住む種族としてドワーフを導入した。
中つ国におけるドワーフは背の低い頑健な種族であり、女性も含め全員がひげを生やしている。他種族に対して植物や動物を含めてあまり親密とは言えず、植物を愛でることや乗馬などを苦手とし、ホビットに対してはまだ友好的な場合が多いが、エルフに対しては昔から不信感を抱いている。典型的なドワーフは鍛冶や石工を職業としており、かれらが作り出す作品の中にはエルフの作品よりも優れたものもある。
本来、英語における「dwarf」の複数形は「dwarfs」であったが、トールキンが『ホビットの冒険』と『指輪物語』で「dwarves」を使ったことにより、特にファンタジー文学では後者の綴りも多く用いられるようになった。
トールキンによるドワーフの描写は後世の創作に大きな影響を与え、矮躯でありながら屈強、豊かな髭を生やしているといったイメージが共有されるようになった。髭が生えるのは男性だけとするものと女性にも生えるとするものに設定が分かれる。大酒飲みで意地汚いが、手先が器用であり、鉱夫あるいは細工師や鍛冶屋などの職人であると同時に戦士のイメージが強い。

## 小人症患者としてのドワーフ
ドワーフという語は現実の小人症患者に対しても用いられ、これを表す「dwarfism」という医学用語になっている。全米小人症協会の定義によれば、男女ともに成人しても4フィート10インチ（約147cm）に満たない者を指す。
同協会はドワーフという語を一般語として認める一方、類義語である「ミゼット(midget)」は不適切な差別語であるとしている。ミゼットという語が、19世紀以降は見世物小屋で小人を笑い者にする際に多用されたためであるという。